# フレイザー・コーラス
フレイザー・コーラス (Frazier Chorus)は、イギリス・ブライトン出身のポップグループ。1986年結成。

## 来歴
結成当初は4人組で、4ADと契約後の1987年にデビューシングル「Sloppy Heart」をリリースし、まもなくヴァージン・レコードに移籍。1989年に1stアルバム『Sue』を発表、リリース後にメンバーのミシェルが脱退、3人組となる。1991年の2ndアルバム『Ray』を発表後にケイトとクリスも脱退、メンバーはティム一人となる。1995年にラストアルバム『Wide Awake』リリース後、1996年に解散。

## メンバー
- ティム・フリーマン (Tim Freeman) - ボーカル、キーボード
- クリス・タプリン (Chris Taplin) - ギター、クラリネット、プログラミング
- ケイト・ホームズ (Kate Holmes) - フルート、木管楽器、ボーカル
- ミシェル・アラーダイス (Michele Allardyce) - パーカッション

## 作品

### アルバム
- Sue (1989年) 全英56位
- Ray (1991年) 全英66位
- Wide Awake (1995年)

### EP、シングル
- "Sloppy Heart" (1987年)
- "Dream Kitchen" (1988年) 全英57位
- "Typical!" (1989年) 全英53位
- "Sloppy Heart" (1989年) 全英73位
- "Cloud 8" (1990年) 全英52位
- "Nothing" (1990年) 全英51位
- "Walking on Air" (1991年) 全英60位
- "Driving" (1996年)
- "Wide Awake" (1996年)
- Monkey Spunk EP (1998年)